# Ian Watkins
Ian David Carslick Watkins (Pontypridd, 30 de julho de 1977) é ex-vocalista e compositor da banda Lostprophets e um de seus fundadores. A banda teve seu fim em 2013 após quase um ano de sua prisão preventiva sob acusações de pedofilia, das quais foi declarado culpado no fim do mesmo ano.

## Carreira e vida pessoal
Com sua permanência na escola de Hawthorn, junto com a maioria dos membros da banda, aprendeu a tocar bateria. Bandas como Duran Duran, Faith no More, Metallica, The Cure e Limp Bizkit são suas maiores influências musicais.
Já teve relações com Fearne Cotton, apresentadora do programa inglês Top Of The Pops (o qual a banda já participou), Alexa Chung, apresentadora, modelo e atriz e a modelo e Ivy Levan, que participou do clip 4AM Forever. 

## Pedofilia e prisão
Acusado de pedofilia, o cantor (usuário de crack e metanfetamina) respondeu a uma série de crimes sexuais, no dia 26 de novembro de 2013, incluindo a tentativa de estupro de um bebê de 11 meses de idade, do qual se declarou culpado. 
Ian Watkins foi condenado a 35 anos de prisão. O cantor admitiu 11 dos 24 crimes de que era acusado, de forma a evitar que o júri visionasse o vídeo que mostra o cantor a abusar sexualmente do bebê.